# Brotherhood (3T)
Brotherhood è l'album di esordio del gruppo musicale statunitense 3T, prodotto da loro zio Michael Jackson e pubblicato il 7 novembre 1995 dall'etichetta discografica di quest'ultimo, la MJJ Music e distribuito dalla Sony Music.
L'album ebbe un buon successo soprattutto in Europa, in particolare in Francia e Belgio, e raggiunse la posizione numero 11 nel Regno Unito. I singoli Anything, Why (duetto con Michael Jackson) e I Need You, in particolare, raggiunsero le prime posizioni in molti Paesi. Nel 1997, dopo che il gruppo ebbe completato la sua tournée promozionale, ne fu pubblicata un'edizione limitata in Europa inclusiva di un CD extra con alcuni remix.

## Descrizione

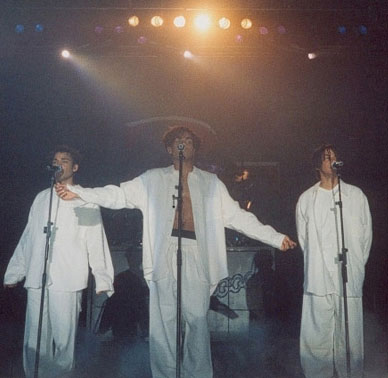
I 3T cantano I Need You durante un concerto del tour promozionale di Brotherhood a Hannover, Germania nel 1996

Fu l'album di esordio del gruppo composto dai tre fratelli Toriano Adaryll Jackson Jr. (noto solo come Taj), Taryll Adren Jackson e Tito Joe Jackson (noto come TJ), figli di Tito Jackson, e fu prodotto da loro zio Michael Jackson insieme a Kenneth Komisar e pubblicato dall'etichetta discografica di loro zio, la MJJ Music. I 3T avevano già realizzato negli anni precedenti alcune canzoni che erano state pubblicate in alcuni album, come le canzoni Didn't Meant To Hurt You e What Will It Take pubblicate rispettivamente nelle colonne sonore dei film Free Willy (1993) e Free Willy 2 (1995), entrambe prodotte dalla MJJ Music, ma questo fu il loro primo album in studio.
L'album era ancora in lavorazione nel 1994, quando la madre dei tre fratelli, ed ex moglie di Tito, Delores "Dee Dee" Jackson (1º aprile 1955 - 27 agosto 1994) venne trovata morta nella piscina di casa del suo nuovo compagno, che verrà in seguito incriminato per il suo omicidio. I ragazzi rimasero sconvolti e fu proprio loro zio Michael a stargli accanto e aiutarli a comporre e produrre il loro primo album, anche come terapia per affrontare il terribile lutto che avevano subito. Loro zio regalò loro anche la canzone Why, che sarebbe dovuta apparire nell'album HIStory (1995) di quest'ultimo, ma che venne invece ultimata e registrata come un duetto tra Michael e i suoi nipoti per Brotherhood. Michael Jackson collaborò con loro anche alla canzone I Need You, nella quale appare anche come featuring nei cori finali.

## Promozione
Dall'album furono estratti sei singoli: Anything, 24/7, Tease Me, Why, I Need You e Gotta Be You.
I tre fratelli si esibirono in vari programmi televisivi musicali in giro per il mondo per promuovere l'album, come Top of the Pops in Inghilterra, dove vennero introdotti dalle Spice Girls, e Sanremo in Italia, dove parteciparono come ospiti fuori concorso a uno speciale in prima serata intitolato Arriva il Festival, e portarono poi l'album in un tour mondiale che toccò molte città europee.

## Tracce
1. Anything – 5:21
2. 24/7 – 4:39
3. Why – 5:20 – duetto con Michael Jackson
4. Gotta Be You (feat. Herbie Crichlow) – 3:34
5. With You – 5:00
6. Sexual Attention – 4:09
7. Memories – 4:32
8. I Need You (feat. Michael Jackson) – 3:55
9. Give Me All Your Lovin' – 4:08
10. Tease Me – 5:28
11. Words Without Meaning – 4:00
12. Brotherhood (feat. Prince Markie Dee) – 5:10

## Successo commerciale
Il disco vendette dai tre ai sei milioni di copie (a seconda delle fonti) nel mondo ed ebbe successo soprattutto in Europa, come in Francia, dove raggiunse la numero 2 delle classifiche rimanendovi per due settimane consecutive, e nel Regno Unito dove raggiunse la numero 11, mentre ebbe un successo più modesto negli Stati Uniti dove raggiunse solo la posizione 127 della classifica generale di Billboard.

## Classifiche
| Classifiche (1995-1996) | Posizione massima |
| ----------------------- | ----------------- |
| Australia               | 22                |
| Belgio (Fiandre)        | 5                 |
| Belgio (Vallonia)       | 10                |
| Francia                 | 2                 |
| Germania                | 30                |
| Paesi Bassi             | 12                |
| Regno Unito             | 11                |
| Stati Uniti             | 127               |